# پرستاران بچه رو اسید
پرستاران بچه رو اسید (به انگلیسی: Babysitters on Acid) نخستین آلبوم از گروهٔ موسیقی پانک راک آمریکایی لوناچیکس می‌باشد که در سال ۱۹۹۰ از سوی بلست فرست و بعدها در سال ۲۰۰۱ از سوی گو-کارت مجدداْ منتشر گردید.